# ماتئو گارونه
ماتئو گارونه (ایتالیایی: Matteo Garrone؛ زادهٔ ۱۵ اکتبر ۱۹۶۸) فیلمساز ایتالیایی است.

## زندگینامه
ماتئو گارونه در سال ۲۰۰۸ فیلم گومورا را با بازی تونی سرویلو ساخت. فیلم الهام گرفته از کتاب شکایت کامورا (Camorra) روزنامه نگار ناپلی روبرتو ساویانو است. به خاطر این فیلم گارونه جایزه بزرگ ژوری جشنواره کن ۲۰۰۸ را دریافت کرد .
گومورا همچنین جایزه بهترین فیلم اروپایی را در جوایز فیلم اروپا دریافت کرد. در سال ۲۰۱۲، فیلم واقعیت روایت‌کننده داستان مردی است که در یک برنامه تلویزیون واقع‌نما شرکت می‌کند. فیلم جایزه بزرگ هیئت داوران جشنواره فیلم کن را دریافت کرد.

## گزیده فیلم‌شناسی
- ۲۰۰۳ – اولین عشق (Primo amore)
- ۲۰۰۸ – گومورا (Gomorra)
- ۲۰۰۸ - نهار نیمه اوت
- ۲۰۱۲ – واقعیت
- ۲۰۱۵ – داستان داستان‌ها (Il racconto dei racconti)
- ۲۰۱۸ - مرد سگی (Dogman)
- ۲۰۱۹ - پینوکیو
- ۲۰۲۳ - من کاپیتان هستم

## جوایز
- جشنواره فیلم کن ۲۰۰۸- جایزه بزرگ به خاطر فیلم گومورا
- جشنواره فیلم کن ۲۰۱۲-جایزه بزرگ به خاطر فیلم واقعیت